# Kościół Świętej Rodziny w Wyszkowie
Kościół Świętej Rodziny w Wyszkowie – rzymskokatolicki kościół parafialny należący do parafii pod tym samym wezwaniem (dekanat Wyszków diecezji łomżyńskiej).
14 września 2002 roku dzięki staraniom księdza proboszcza Kazimierza Wądołowskiego rozpoczęła się budowa świątyni według projektu architekta mgr. inż. Michała Bałasza, którą 10 kwietnia 2002 roku pobłogosławił papież Jan Paweł II w Watykanie w czasie prywatnej audiencji parafian i proboszcza. Kamień węgielny pod budowę tego kościoła został poświęcony w Rzymie przez tego samego papieża, natomiast wmurował go biskup łomżyński Stanisław Stefanek w dniu 25 października 2002 roku. Ten sam biskup pobłogosławił świątynię 16 grudnia 2006 roku.
19 marca 2017 roku w uroczystość św. Józefa kościół został ustanowiony sanktuarium przez biskupa łomżyńskiego Janusza Stepnowskiego.